# Schleuderscheibe

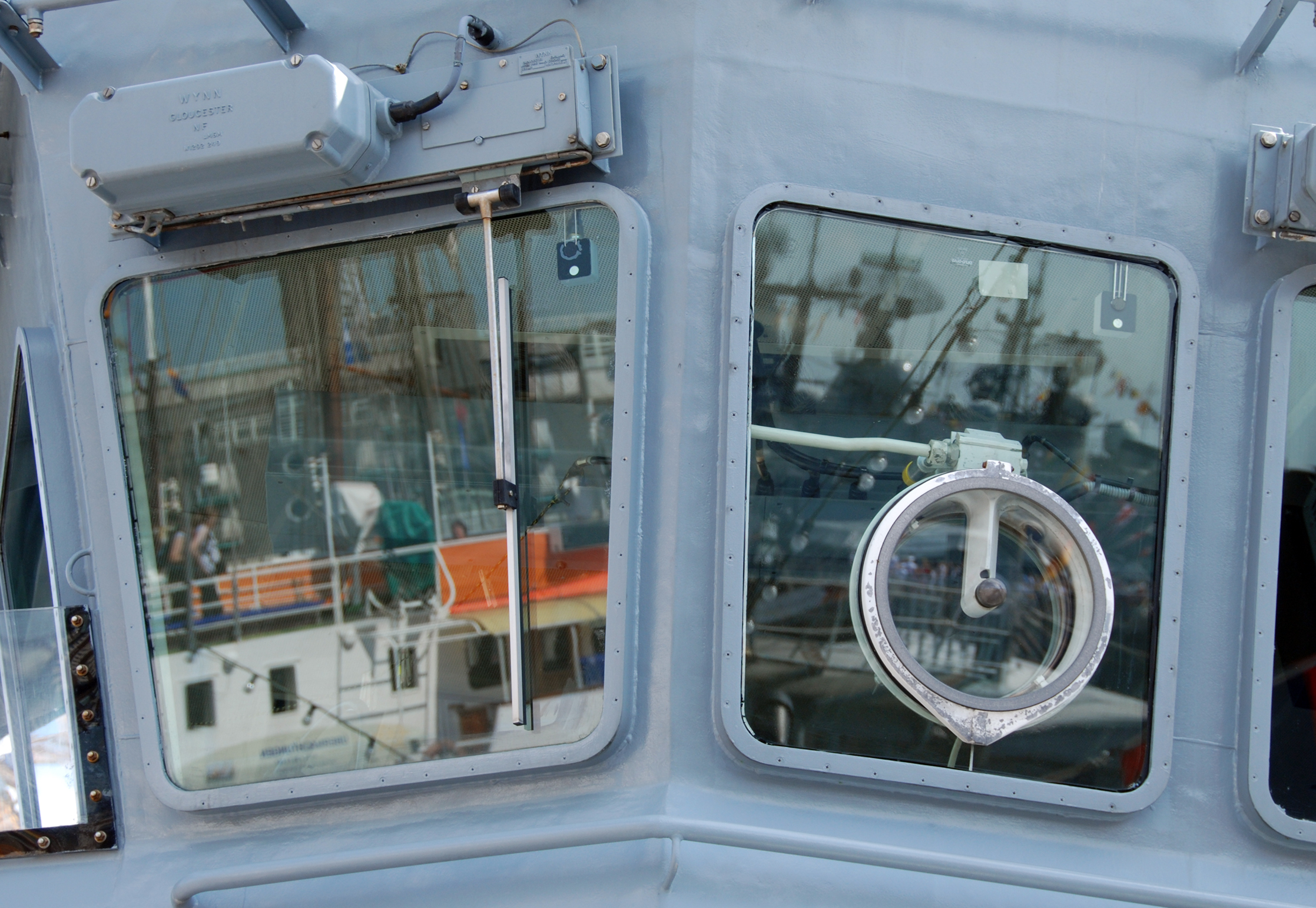
Wischer links und Schleuderscheibe rechts an den Brückenfenstern des deutschen Minenjagdbootes Dillingen

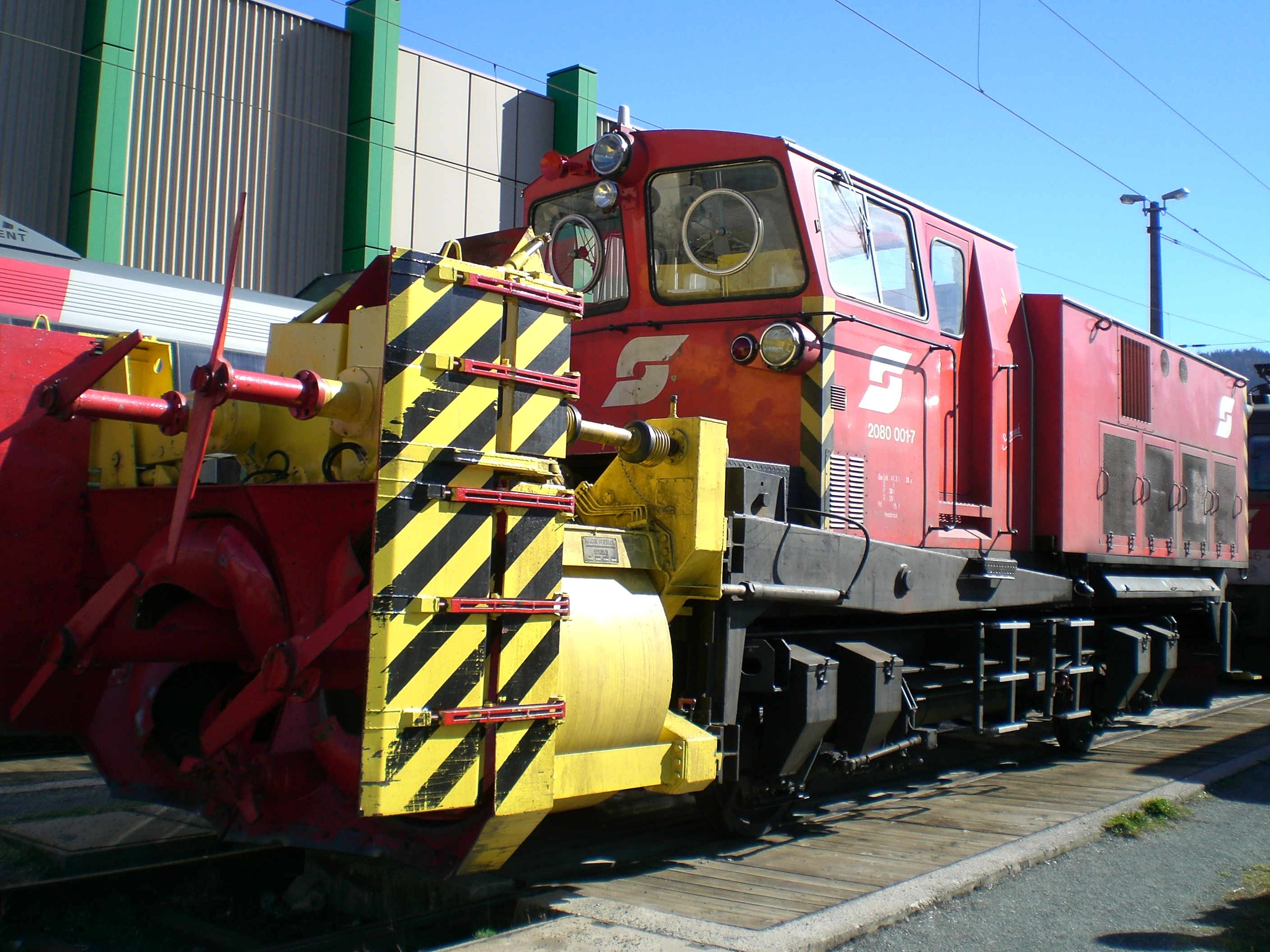
Schneefräse der ÖBB mit Schleuderscheiben in den Führerstandfenstern

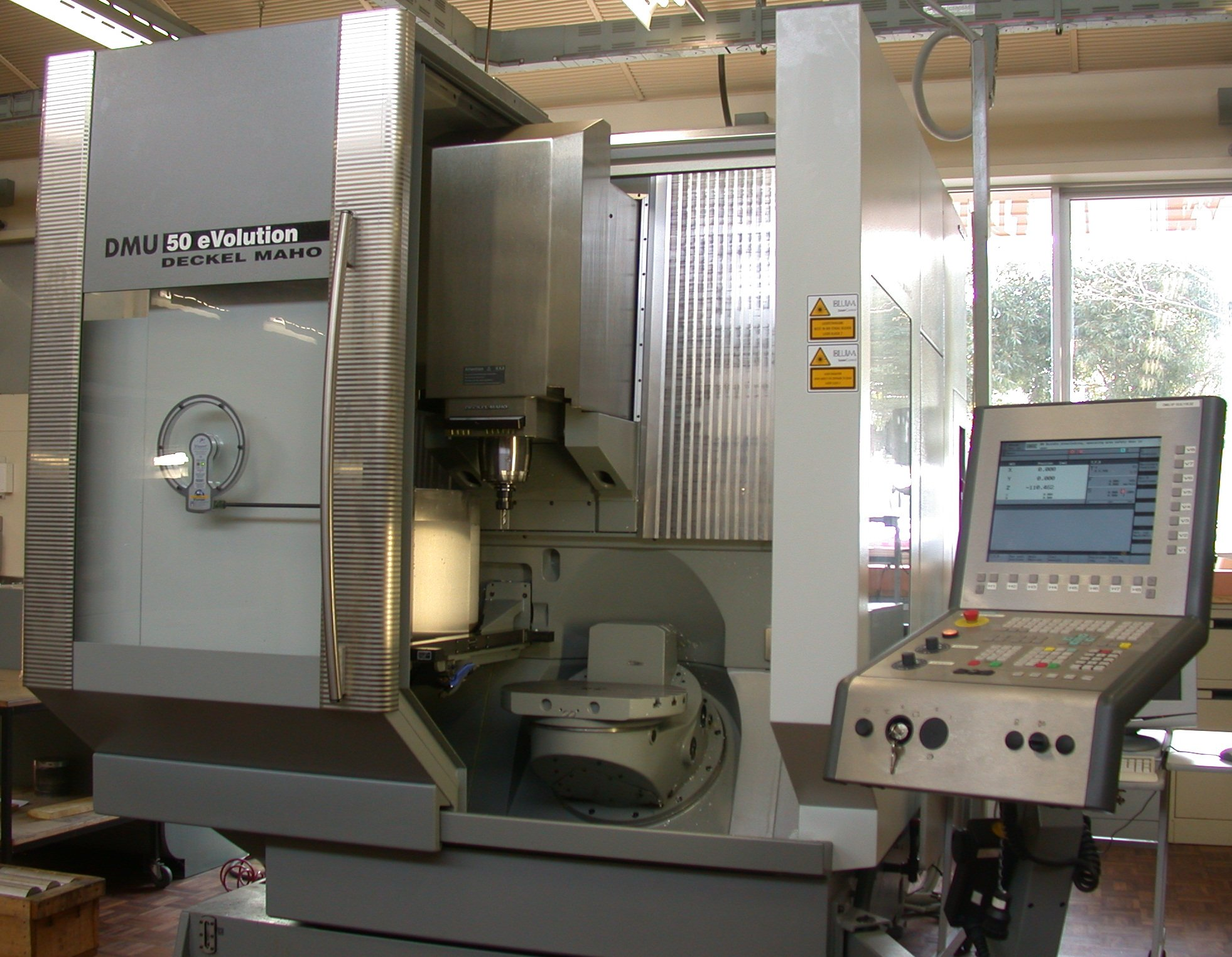
Schleuderscheibe links an der Schutztür des Bearbeitungszentrums

Eine Schleuderscheibe (auch Klarsichtscheibe oder Kent-Scheibe, umgangssprachlich auch Drehscheibe) dient auf Schiffen, Schneefräsen und anderen „schneesturmfähigen Fahrzeugen“ sowie ehemals auch Dampflokomotiven der verbesserten Sicht bei Regen oder Gischt. Sie werden überwiegend an den Windschutz- und Sichtscheiben von Kommandobrücken, Führerständen und Fahrerkabinen eingesetzt. Neben dem Einsatz auf Fahrzeugen werden sie auch in Bearbeitungszentren und an Werkzeugmaschinen wie Fräs- und Drehmaschinen verwendet.

## Funktionsweise
Die kreisrunde Schleuderscheibe mit typischerweise etwa 35 bis 50 cm Durchmesser ist im Mittelpunkt gelagert und wird von einem Elektromotor in Rotation versetzt, der meist außerhalb der Scheibe montiert und über eine Welle mit dieser verbunden ist. Die Schleuderscheibe wird über einen Rahmen mit Falz oder eine (meist axial wirkende) Lippendichtung zum Feld, in dem sie montiert ist, hin abgedichtet. Die Lagerung muss alle Einflüsse aus Wind, Hagel und Starkregen aufnehmen können.
Der Motor versetzt die Scheibe in schnelle Rotation (ca. 1500 min−1); durch die Fliehkraft werden Spritzwasser und Regen von der Mitte weg nach außen geschleudert, was eine kontinuierlich klare Sicht ermöglicht. Die Scheiben sind oft beheizbar, um bei extremer Kälte das Festsetzen von Eis sowie auch von Kondensat auf der Scheibeninnenseite zu verhindern. Die Wirkung der Fliehkraft reinigt auch die Fuge an Lippendichtung und zylindrischem Spalt um die sich drehende Schleuderscheibe.
Im Gegensatz zu konventionellen Scheibenwischern sind Schleuderscheiben relativ wartungsarm, da geringere Kräfte und keine Wechselbelastung auftreten. Die Antriebswelle liegt geschützt auf der sauberen Seite der Schleuderscheibe.
Nach dem Prinzip der Schleuderscheibe funktioniert auch das Regenvisier z. B. im Kartsport. Angetrieben wird es vom Fahrtwind.